# Camerata Aboensis
Camerata Aboensis är en finländsk vokalensemble, grundad i Åbo 1992 av studerande vid Åbo Akademi. 
Den blandade ensemblen Camerata Aboensis, som i begynnelsen var en kvartett, har efter variationer i sammansättningen etablerat sig som sextett, men verkar vid behov också som duo eller dubbelkvartett. Ensemblens repoertoar har sin grund i renässansens polyfona körmusik, som dess konstnärlige ledare, tenoren och musikvetaren Mats Lillhannus har utvecklat genom mångåriga studier av renässansens vokalmusik och dess repertoar. Men till ensemblens profil hör också att göra radikala repertoarkombinationer, och då har också nutida musik inkluderats. 
Camerata Aboensis har bland annat samarbetat med jazzgitarristen Niklas Winter med vars kvartett ensemblen 2002 spelade in en skiva med sånger ur den från 1500-talet härstammande samlingen Piae cantiones. Ensemblen som har Åbo domkyrka som sin hemscen, har belönats med Församlingsförbundets kulturpris år 2002 och med Johan Johnsons kulturpris av Svenska folkskolans vänner 2010.